# Законы о занятости
Законы о занятости — нормативно-правовые акты, которые способствуют контролю над занятостью населения.

## В России
В 1930-х годах в России закрылась последняя биржа труда и только в 1990 году открылась первая служба занятости.
19 апреля 1991 года появилось постановление о введение в действие Закона «О занятости населения в РСФСР». Сам Закон начал действовать 1 июля 1991 года. Согласно этому закону, была создана Федеральная государственная служба занятости, которая выполняла сразу несколько функций: делала выплаты безработным, помогала гражданам искать работу, оценивала состояние и давала прогноз развития занятости населения, информировала о положении на рынке труда, создавала программы по содействию занятости населения, организовывала профессиональную переподготовку людей. Федеральная государственная служба занятости должна оказывать помощь безработным и незанятым гражданам в поиске места работы. У безработных появилось право на получение пособия по безработице, и возможность участвовать в программах занятости за счёт финансов Государственного фонда занятости. В соответствии с 5 статьёй этого закона, государство ведёт политику, которая оказывает содействие реализации прав граждан на полную, свободно избранную занятость. Государственная политика направлена на то, чтобы развивать трудовые ресурсы и защищать национальный рынок труда.
Органы государственной власти субъектов РФ, согласно статьями 7.1 и 22.1 оказывают содействие безработным гражданам, когда те переезжают в другую местность для того, чтобы там трудоустроиться по той специальности, которая у них есть. Когда безработные переезжают в другую местность для трудоустройства по направлению, которое было у них выдано органами службы занятости, им оказывается поддержка, которая включает суточные расходы за время, потраченное к месту работы и обратно, оплата стоимости проезда к месту работы и обратно, оплата найма жилого помещения.
12 декабря 2023 года президентом России был подписан новый закон о занятости 

## В Беларуси
24 октября 2016 года вступила в силу новая редакция закона о занятости населения. Закон «О внесении изменений и дополнений в Закон Республики Беларусь „О занятости населения Республики Беларусь“» был подписан 18 июля 2016 года. В новом законе появилась новая статья, которая относится к обязанностям безработного. Безработные должны самостоятельно искать работу, приходить на переговоры с нанимателем и обсуждать вопросы потенциального трудоустройства в течение двух рабочих дней с момента, когда было выдано направление. Безработные обязаны приходить для получения направлений на учёбу или работу в органы по труду, социальной защите и занятости. Люди могут состоять на учёте в качестве безработных до 18 месяцев.

## Международные организации
3 апреля 1999 года на Парламентской ассамблее стран СНГ был принят модельный закон о занятости. 